# Scorpion (Busch Gardens Tampa)
Scorpion in Busch Gardens Tampa (Tampa, Florida, USA) war eine Stahlachterbahn vom Modell Silberpfeil  des Herstellers Schwarzkopf, die am 16. Mai 1980 zusammen mit dem neuen Timbuktu-Themenbereich eröffnet wurde. 2004 wurde Scorpion im Rahmen der Renovierung des Themenbereichs von Orange/Schwarz in Orange/Blau umlackiert. Am 8. September 2024 wurde die Bahn geschlossen.
Von diesem Modell wurden insgesamt drei Auslieferungen hergestellt. Neben der stationären Anlage in Busch Gardens wurden zwei weitere transportable Achterbahnen hergestellt, wobei nur noch Big Blue in Dalmaland (Kroatien) in Betrieb ist.

## Layout
Scorpion hatte ein einfaches verdrehtes Layout mit einem 12 m hohen Looping als Hauptelement. Nachdem der Zug den 18,5 m hohen Lifthill hochgezogen worden ist, fuhr er den First Drop hinab in den Looping. Nach dem Looping folgte eine Kurve in Form einer Brezel (ein so genannter Pretzelturn) und die Schiene führte durch den Mittelpunkt des Loopings. Eine anschließende 900°-Helix führte in die Endbremse.

## Züge
Scorpion wurde von zwei Zügen mit jeweils fünf Wagen befahren. In jedem Wagen konnten vier Personen (zwei Reihen à zwei Personen) Platz nehmen. Als Rückhaltesystem wurden Schoßbügel verwendet.